# Відеоігрові клони

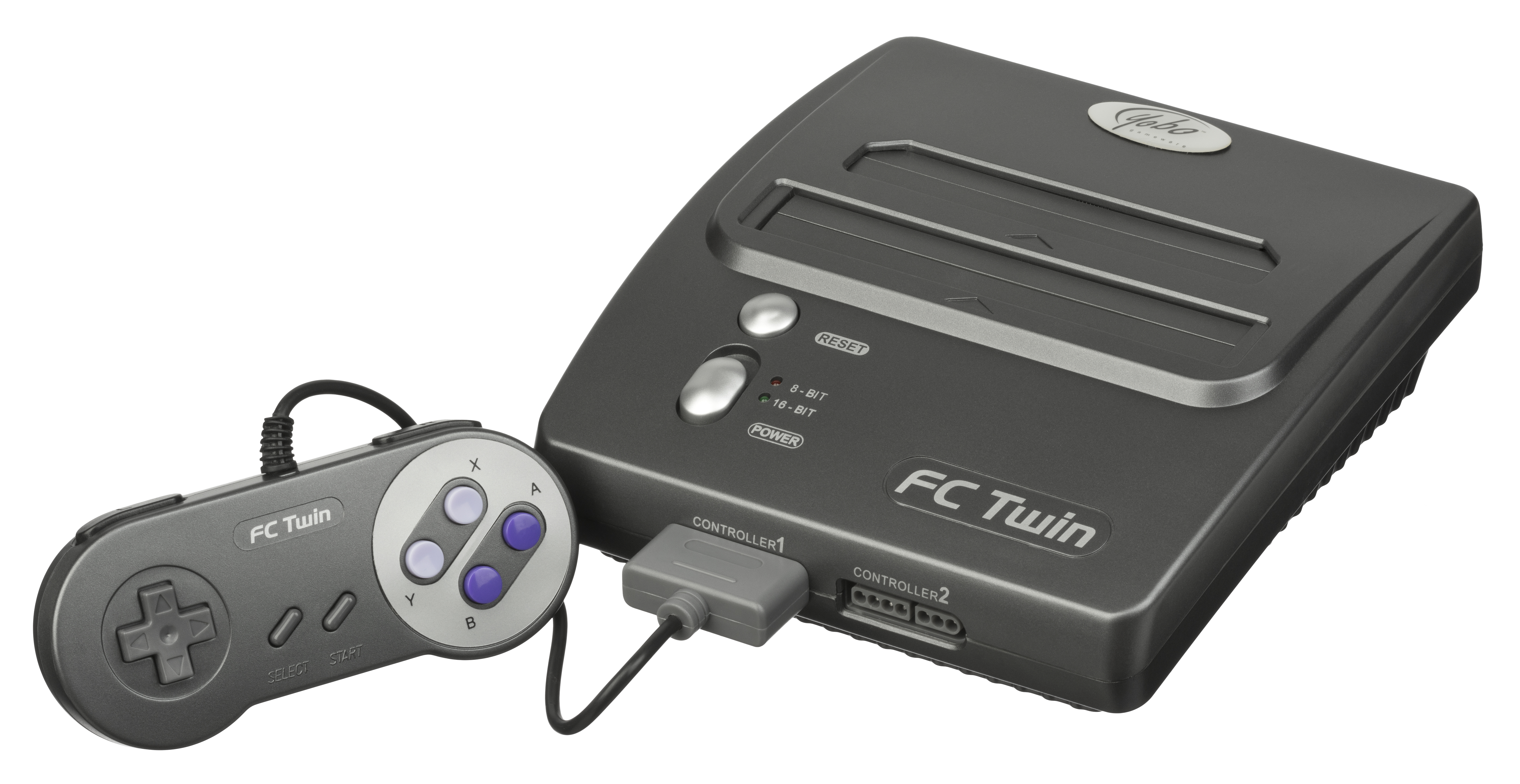
FC Twin, популярна система-клон, сумісна з ігровими картриджами для оригінальної Nintendo Entertainment System і Super NES.

Відеоігровий клон — це або відеогра, або відеоігрова консоль, дуже схожа на попередню популярну гру чи консоль або сильно натхненна ними. Клони, як правило, створюються, щоб отримати фінансову перевагу від популярності клонованої гри чи системи, але клони також можуть бути результатом серйозних спроб віддати належне чи розширити ігрову механіку оригінальної гри. Додатковим мотивом, унікальним для середовища ігор як програмного забезпечення з обмеженою сумісністю, є бажання перенести симулякр гри на платформи, для яких оригінал недоступний або незадовільно реалізований.
Законність клонів відеоігор регулюється законом про авторське право та патентами. У 1970-х роках Magnavox контролювала декілька патентів на апаратне забезпечення для Pong і подала позов проти неліцензованих клонів Pong, що призвело до судових рішень на їхню користь, а також до юридичних розрахунків щодо компенсації. Оскільки виробництво ігор перейшло на програмне забезпечення на дисках і картриджах, Atari подала до суду на Philips за законом про авторські права, дозволивши їм закрити кілька клонів Pac-Man. До кінця 1980-х років суди винесли рішення на користь кількох імовірних клонів, і високі витрати на судовий процес означали, що більшість спорів із ймовірними клонами ігнорувалися або вирішувалися до середини 2000-х років. У 2012 році суди винесли рішення проти імовірних клонів у справі Tetris Holding, LLC проти Xio Interactive, Inc.та Spry Fox, LLC проти Lolapps, Inc., через явну схожість між виразними елементами ігор.
Правознавці погоджуються, що ці випадки встановлюють, що загальні ігрові ідеї, ігрові механіки та стандартні "Scène à faire" не можуть бути захищені авторським правом – лише унікальне вираження цих ідей. Однак висока вартість судового процесу в поєднанні зі специфічним характером кожного спору ускладнює прогнозування того, які розробники ігор можуть захистити зовнішній вигляд своїх ігор від клонів. Інші методи, такі як патенти, торгові марки та галузеве регулювання, зіграли певну роль у формуванні поширеності клонів.

## Огляд
Клонування гри на цифрових ринках є поширеним явищем. Це важко запобігти та легко конкурувати з іграми, що вже існують. Розробники можуть захистити графіку, назву, історію та персонажів, але мають більше труднощів із захистом дизайну програмного забезпечення та ігрової механіки. Патент на механіку можливий, але дорогий і трудомісткий. Популярні концепції гри часто призводять до того, що ця концепція впроваджується або розширюється іншими розробниками. В інших випадках ігри можуть бути розроблені з явним впливом однієї або кількох попередніх ігор. Такі похідні ігри не завжди вважаються клонами, хоча цей термін можна використовувати для порівняння між іграми. Оскільки закон про авторське право не захищає ігрову механіку, повторне використання таких ідей, як правило, вважається прийнятним. Наприклад, Grand Theft Auto III викликала ряд ігор, які називаються клонами GTA, але які не є прямими копіями активів чи механічних ідей. У цих випадках ігри, які є "клонами" інших, як правило, не мають на увазі, що вони вчинили будь-які порушення інтелектуальної власності, і в іншому випадку вважаються юридично прийнятною практикою, хоча називати такі ігри клонами зазвичай вважається принизливим.
Справжні клони відеоігор виникають, коли конкуренти, бачачи успіх назви відеоігор, намагаються конкурувати, створюючи майже копію наявної гри з подібними ассетами та ігровим процесом з незначними додатковими інноваціями; Розробник Дженова Чен порівняв природу цих клонів, схожих на плагіат, у якому немає жодних спроб відрізнити нову роботу від оригіналу. Клони відеоігор розглядаються тими, хто їх розробляє, як низький ризик; знаючи, що гра чи жанр популярні, розробка клону цієї гри здається безпечним і швидким вкладенням, на відміну від розробки нової гри з невідомим потенціалом продажів. Крім того, клонування ігор від дрібних розробників, особливо від інді-розробників, відбувається частіше, оскільки цим невеликим командам бракує фінансових ресурсів для звернення до суду. Натомість ці команди часто звертаються до соціального впливу, щоб спробувати змусити клонерів вжити коригувальних дій.

## Історія

### Апаратне клонування (1970-2000-ті)
Клонування відеоігор з'явилося на початку індустрії аркадних відеоігор невдовзі після випуску Pong від Atari в 1972 році. Його успіх призвів до того, що численні компанії купили копію аркадного ігрового автомата, щоб спробувати створити власні версії. Нолан Бушнелл з Atari назвав цих постачальників "шакалами", але не вжив жодних юридичних позовів і натомість зосередився на створенні нових ігор, щоб спробувати випередити їх. Бушнелл також підтримував контрактні угоди з Bally Manufacturing і Midway Manufacturing. У випадку з Midway, Atari надає Midway ліцензований дизайн Pong, який Midway випустив як Winner.
Однією з тих компаній, які скопіювали Pong, була Allied Leisure, яка випустила свою аркадну гру Paddle Battle на початку 1973 року. Коли в середині 1973 року ринок перейшов від версії настільного тенісу для двох до чотирьох гравців, Allied Leisure випустила дві нові аркадні ігри, Tennis Tourney і Ric-o-chet, обидві, які, за словами Midway Games, викликали різке падіння попиту на Winner для двох гравців. Щоб зберегти конкурентоспроможність, Midway придбала одну з ігор Allied Leisure, щоб порівняти друковану плату з платою Winner, щоб визначити, які нові компоненти зробили її грою для чотирьох гравців, і додала її до плати Winner і випустила як Winner IV. Allied Leisure подала позов проти Midway про порушення авторських прав на використання його дизайну друкованої плати для створення Winner IV та недобросовісної конкуренції, але суддя не погодився на попередню заборону, постановивши, що, хоча малюнок друкованої плати може мати захист авторських прав, сама фізична плата не буде мати такого захисту, а натомість буде покрита патентами, які не були залучені в цій справі. У 1974 році справа була вирішена поза судом на не розголошених умовах, ймовірно, через фактори, пов’язані з нетривалим спадом ринку, як Девід Браун, генеральний директор Allied Leisure, сказав у 1974 році, що "відеогра – це вчорашня газета". Урегулювання також було, імовірно, через тиск, які викликані проблемами з патентами, які виникли навколо домашніх версій Pong у першому поколінні консолей, які відбувалися одночасно.
Основні ідеї домашньої ігрової консолі були розроблені Ральфом Х. Баером під час роботи в Sanders Associates, де в 1966 році він почав роботу над тим, що в кінцевому підсумку стало його прототипом "Brown Box". Заручившись схваленням пропозиції щодо своєї ідеї від свого начальства, Баєр працював з інженерами Сандерсом Біллом Харрісоном та Біллом Рушем, щоб реалізувати його проєкт, зберігаючи при цьому низькі витрати. До 1967 року оптимізований дизайн був готовий для продажу іншим виробникам, оскільки Sanders Associates не був на цьому ринку. Щоб захистити ідею, Sanders Associates подали заявку та отримали три патенти на імена Баєра, Харрісона і Руша, що охоплюють їхній "телевізійний ігровий апарат". Це охоплювало переоформлений патент США RE28 507 1974 року на "телевізійний ігровий апарат", ⁣ Патент США 3 659 285 на «телевізійний ігровий апарат і метод»  і патент США 3 728 480 на "телевізійний ігровий і навчальний апарат". Згодом Sanders Associates ліцензували технологію та патенти компанії Magnavox, яка використала її для створення Magnavox Odyssey, випущеної в 1972 році. У 1974 році Magnavox подала позов до суду на кілька компаній за порушення патентних прав за створення та розповсюдження аркадних ігор з настільним тенісом, включаючи Atari та Midway. Atari урегулювали конфлікт у 1976 році та погодилася заплатити Magnavox US$1,500,000 ($Шаблон:Inflation in 2025) за безстрокову ліцензію на три патенти та інші угоди про спільне використання технологій, що дозволило їм продовжувати випуск своєї домашньої версії Pong. Ця справа була остаточно вирішена на користь Magnavox проти решти підсудних на початку 1977 року.

Однак, так само як і в аркадній версії, домашня версія Pong привернула ряд сторонніх виробників до випуску клонів Pong на ринку, і було оцінено, що консоль Atari Pong представляла лише близько третини продажів домашніх понг-консолей. Magnavox продовжував боротися з цими клонами Pong, використовуючи три патенти, які, за оцінками, виграли понад US$100 мільйонів у відшкодуванні збитків від судових позовів та розрахунків протягом усього терміну дії патентів.. Однак, погрози судових позовів не завадили створювати більше клонів домашньої консолі, оскільки ці спеціальні консолі були відносно безризиковими та прості у виготовленні. Це призвело до затоплення ринку ігрових консолей і спричинило перший крах ринку в галузі в 1977 році:81–89.

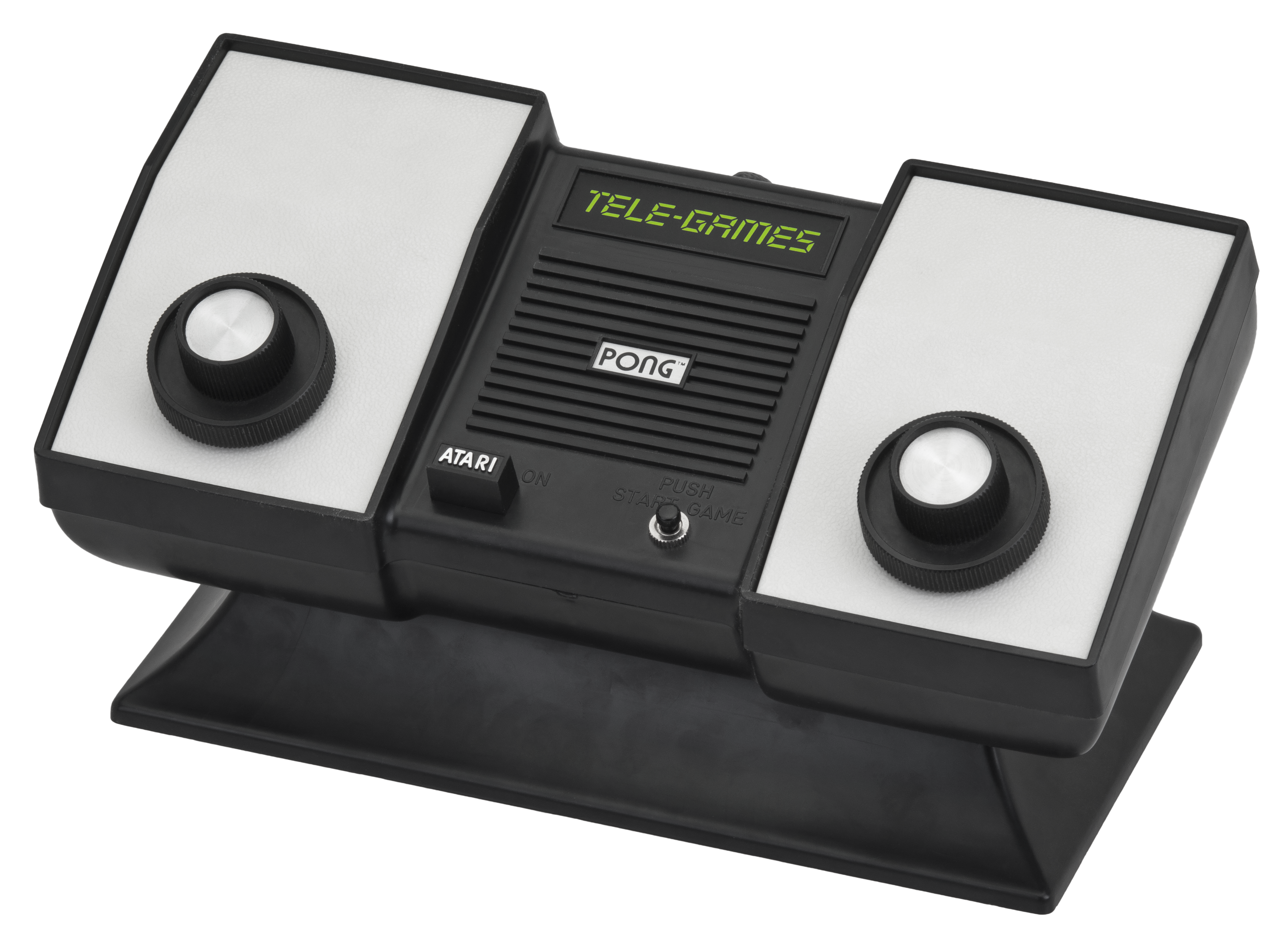
Оригінальна домашня консоль Atari Pong, позначена наклейкою "Tele-games" від універмагу Sears[en]
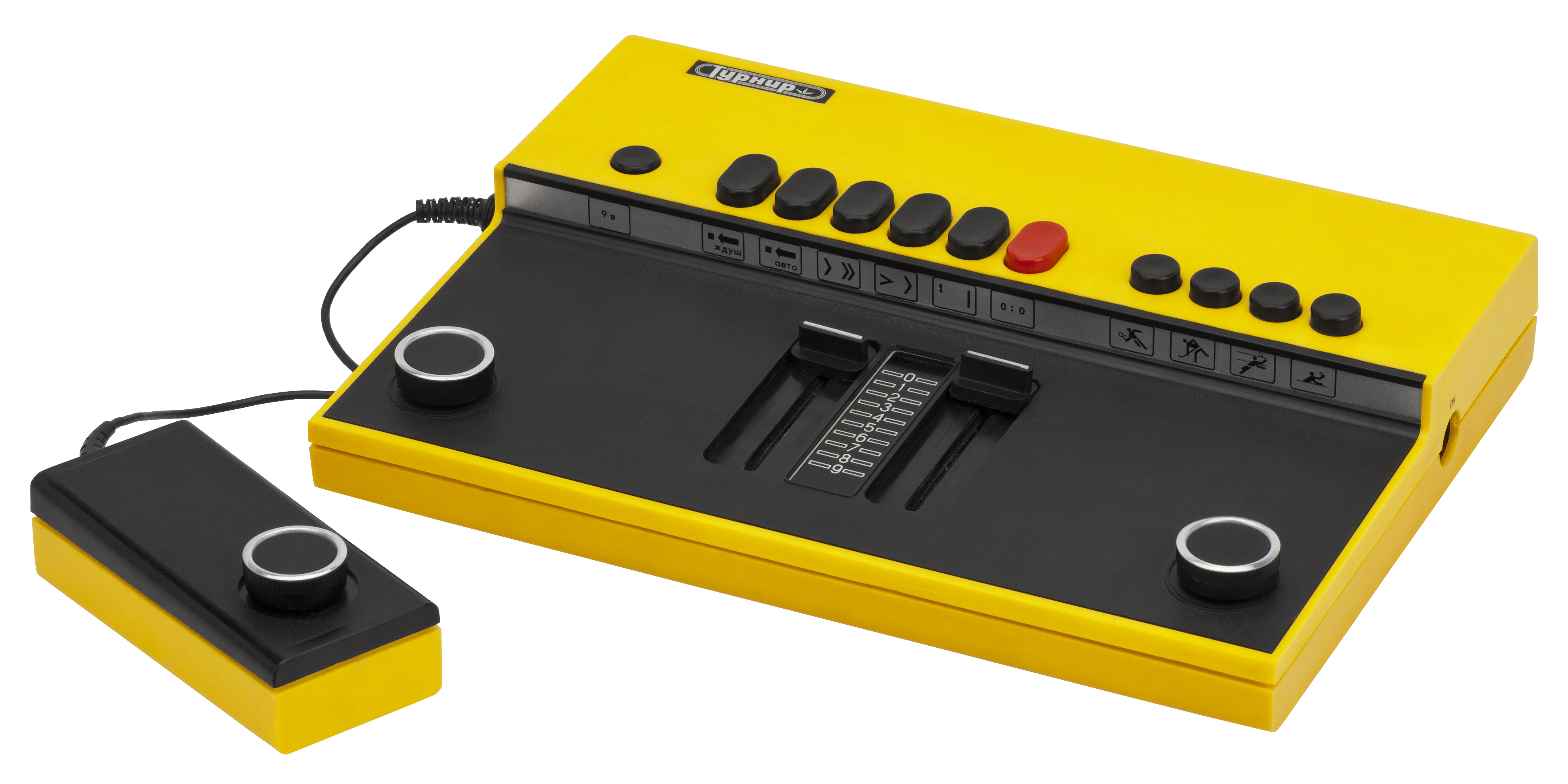
Російський клон понгу «Турнир» ("Турнір")
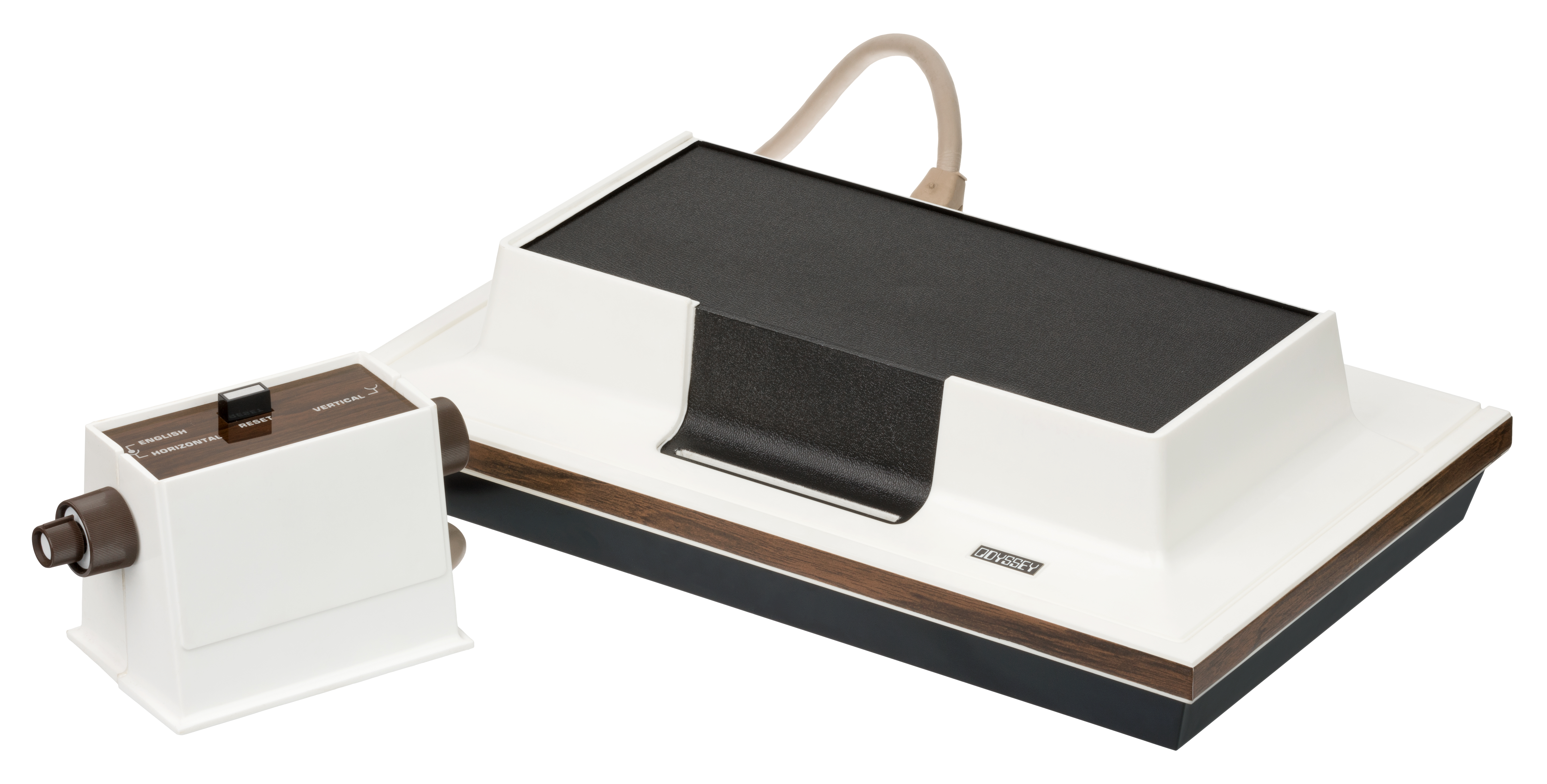
Оригінальна домашня консоль Magnavox Odyssey
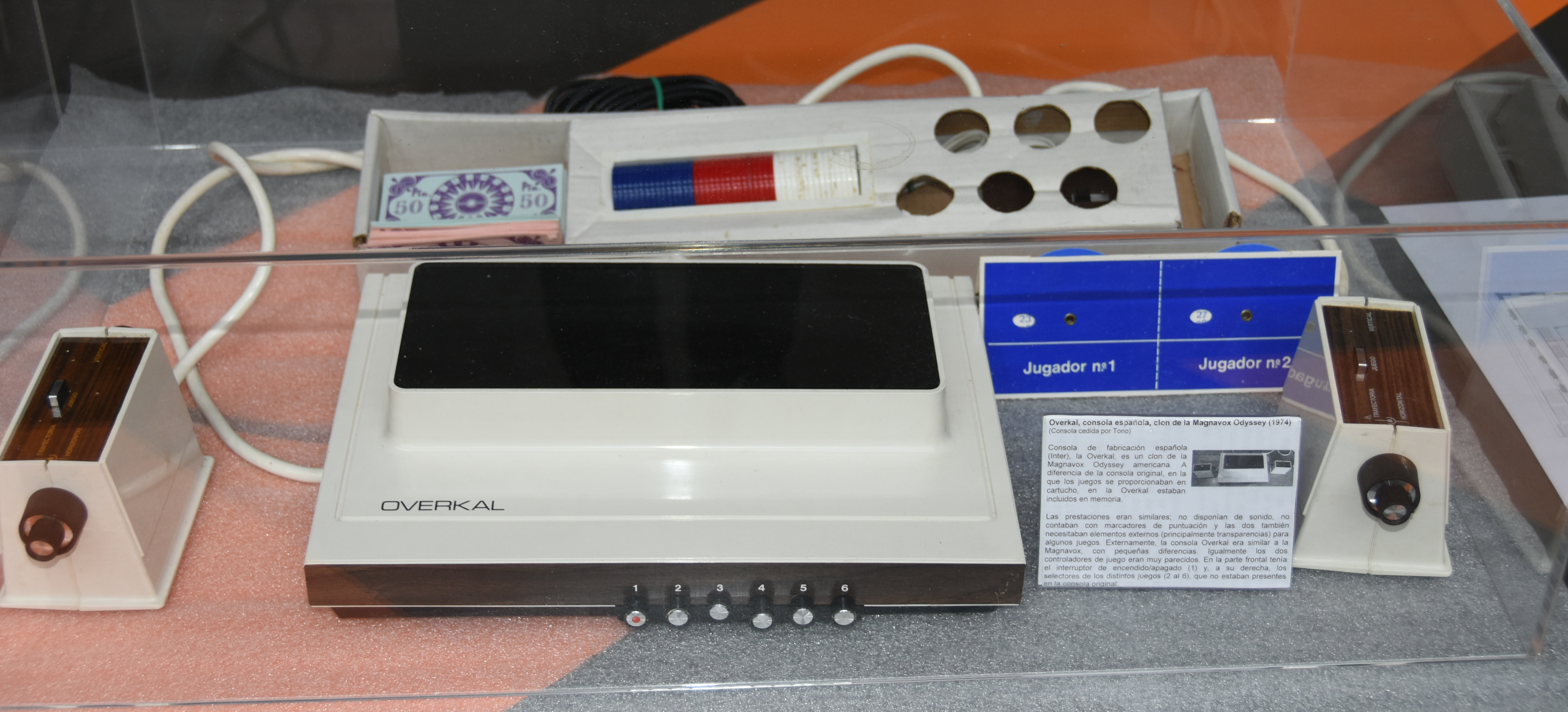
Overkal, виготовлений Inter Electrónica SA в 1974 році. Клон для іспанського ринку.

Згодом, домашні консолі перейшли від вбудованих ігор до програмованих систем на основі мікропроцесора, які працювали з програмного забезпечення, що зберігається в ігрових картриджах у другому поколінні, що ускладнило клонування на апаратному рівні. Однак виробники інших брендів намагалися зробити фальшиві копії цих консолей, які мають форму, подібну до відомої консолі, але зазвичай могли грати лише у вбудовані ігри часто на рідкокристалічному дисплеї (LCD). Інші незаконні консолі взяли б роботу старих систем і переупакували їх у новий корпус, який виглядає як відомі консолі, здатні грати в ігри з оригінальної системи. Останнє особливо стосується консолей, які намагалися клонувати Nintendo Entertainment System (відому як система Famicom в Японії), яка була недоступна в деяких країнах східноєвропейського та китайського регіонів, і провідні виробники в цих країнах створювали численні фальшиві версії, знаючи, що для Nintendo буде майже неможливо звернутися до суду з ними.

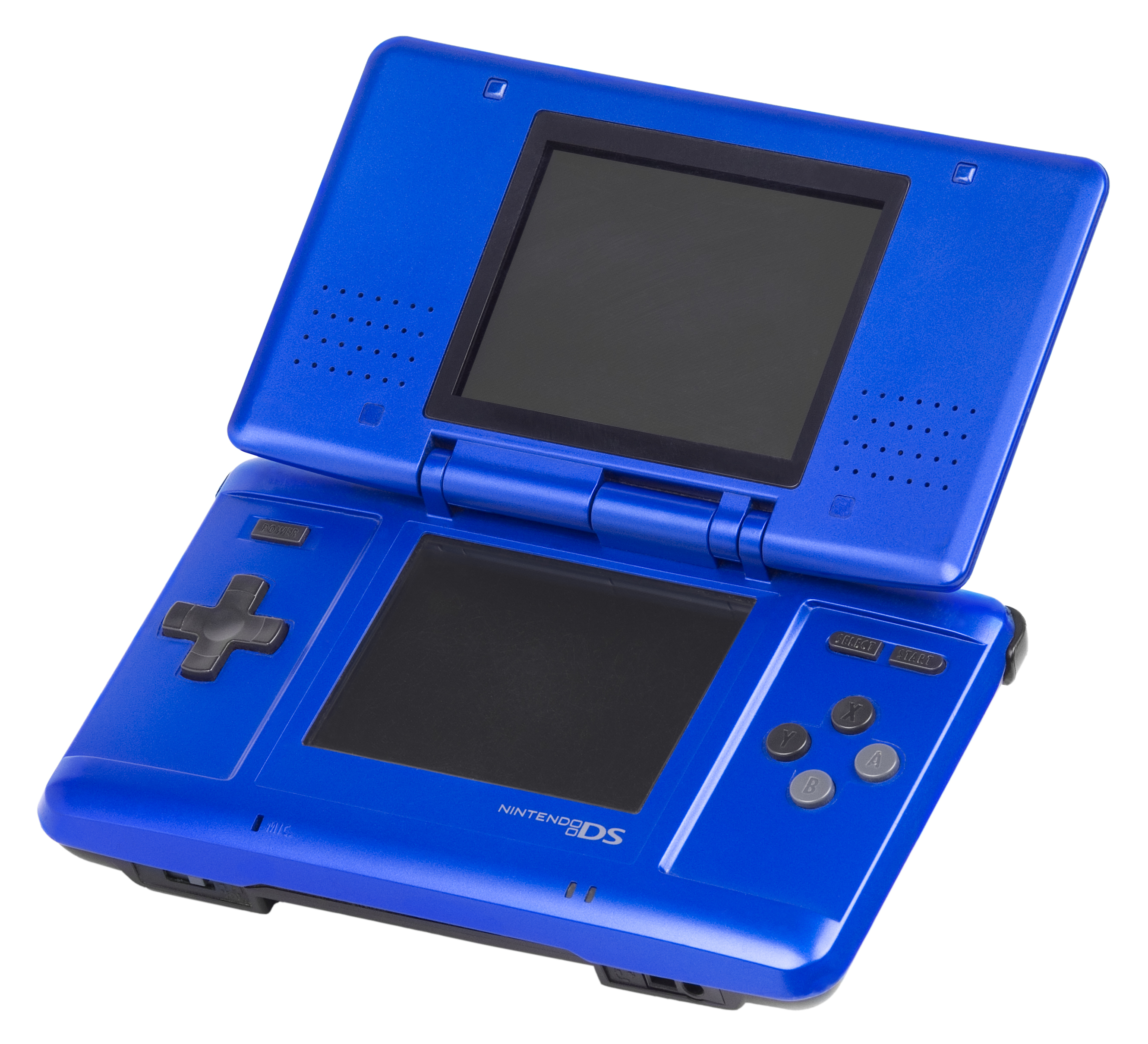
Оригінальна портативна консоль Nintendo DS
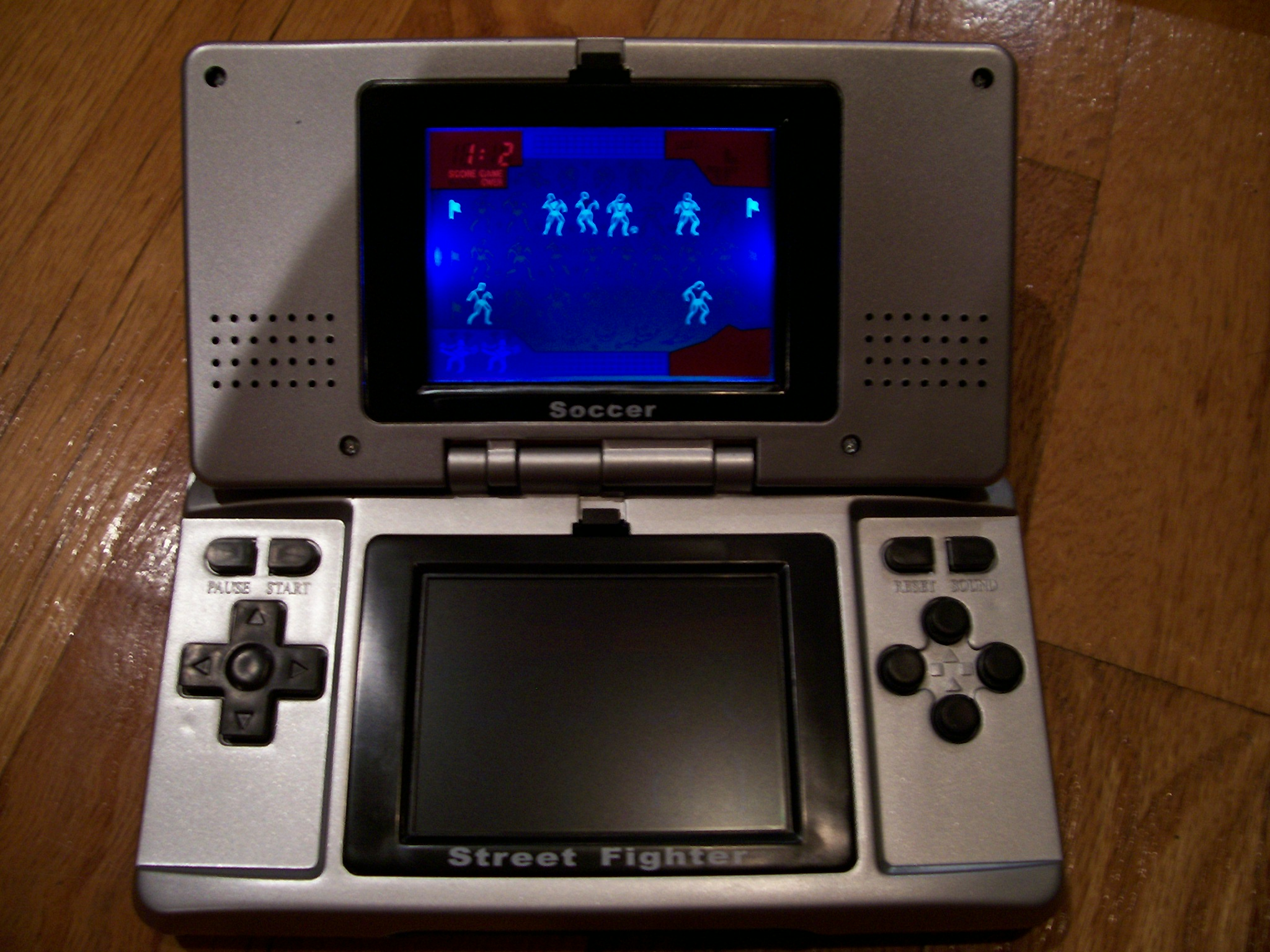
Neo Double Games, що імітує дизайн DS, але ігри відтворюються на сегментованому РК-екрані
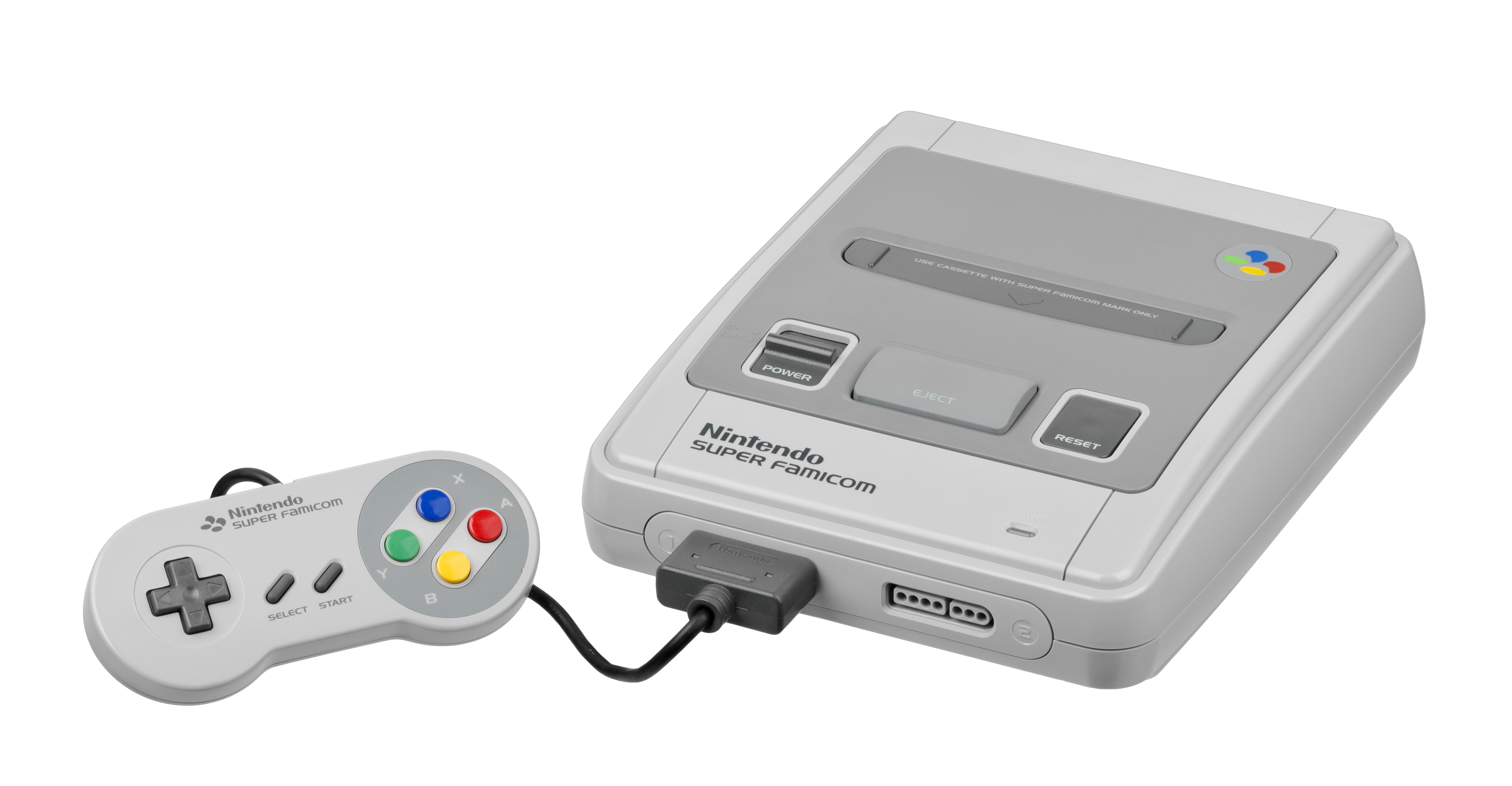
Оригінальна домашня консоль Nintendo Super Famicom у японському варіанті
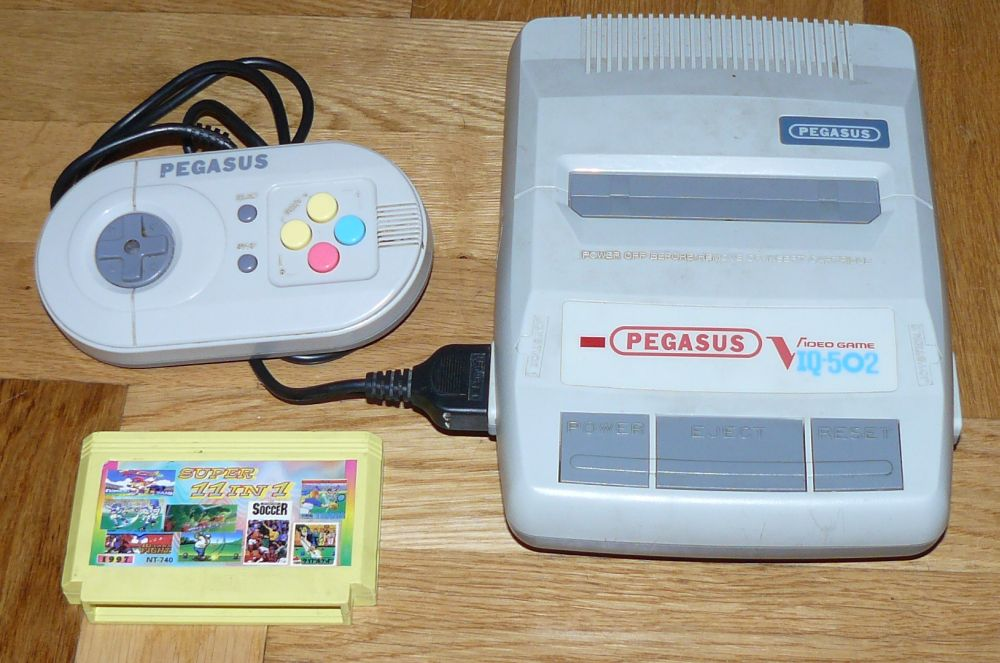
Pegasus, що продавався тільки в східноєвропейських державах, був клоном Famicom, хоча стилізований під систему Super Famicom.

Консолі, зняті з продажу були не єдиними клонованими системами. ZX Spectrum був випущений у Великій Британії в 1982 році, і його низька вартість у порівнянні з іншими домашніми комп’ютерами допомогла зародити сектор відеоігор у Великій Британії, а також у Західній Європі. Систему не вдалося імпортувати в країни Східного блоку, але підприємливі компанії знайшли способи клонувати обладнання ZX Spectrum за ще меншу вартість. Оскільки підлітки та молодь могли дозволити собі ці апаратні клони, вони також змогли розпочати розробку власних ігор і допомогли запустити індустрію відеоігор у цих країнах.

### Ранній захист авторських прав (1980-ті)
Хоча саме обладнання стало важко клонувати, програмне забезпечення ігор згодом використовувалося в неліцензійних копіях для інших систем. Клонування аркадних відеоігор було популярним під час "золотого віку" аркадних ігор на початку 1980-х років. Аркадні ігри до масового виробництва випускалися в обмеженій кількості для польового тестування в громадських місцях; як тільки з’явилася новина про те, що нова аркадна гра від лідерів індустрії, як Atari, з’явилася у відкритому доступі, сторонні конкуренти зможуть оглянути гру та поспішати створити клон гри, як нової аркадної гри, чи для дому консолі; подія, яка сталася з Missile Command у 1980 році. Це в кінцевому підсумку розбавило ринок нових аркадних ігор.
Перше юридичне питання полягало в тому, чи мають відеоігри взагалі право на захист інтелектуальної власності, оскільки як галузеві, так і юридичним експертам було незрозуміло, чи застосовується закон про авторське право. Однією з таких ігор була Breakout, яка надихнула багато ігор, включаючи Arkanoid, яка сама надихнула багатьох інших клонів. Коли Atari вирішила зареєструвати своє авторське право на Breakout, Реєстр авторських прав Ральфа Омана відмовився зареєструвати твір, оскільки він "не містив принаймні мінімальну кількість оригінального зображення чи графіки чи авторства у звуках". Atari оскаржила рішення Омана не присуджувати грі охорону авторських прав, і суди стали на бік Atari, що навіть прості відеоігри можуть стати авторськими творами, оскільки вони були як фіксованим, так і оригінальним виразом. Midway подали позов у суд проти Artic за те, що він зробив Puckman, ймовірного клону Pac-Man, а Artic відповів, що відеоігри не "закріплені в жодному матеріальному засобі вираження" і, отже, не підлягають авторським правам. Суди підтримали Midway, що деякі аспекти аркадної гри захищені авторським правом, хоча зображення, які з’являлися на екрані, були тимчасовими. У справі Stern Electronics, Inc. проти Kaufman так само вирішили, що зовнішній вигляд гри був виправлений, і, таким чином, захищено авторським правом, попри відмінності в зображеннях між різними проходженнями гравців. Таким чином, стало широко поширеним, що відеоігри мають право на захист авторських прав від потенційно порушувальних клонів.
Найбільш широко клоновані аркадні ігри на початку 1980-х включали Space Invaders (1978), Pac-Man (1980) і Donkey Kong (1981), клони яких були доступні для різних платформ до 1983 року; було більше сотні клонів Space Invaders, щонайменше 57 клонів Pac-Man, щонайменше 37 клонів Frogger і щонайменше сімнадцять клонів Donkey Kong від професійних та любителів програмування для платформ, починаючи від настільних мікрокомп’ютерів і закінчуючи графічними калькуляторами. За оцінками Nintendo, збитки від клонів Donkey Kong на різних платформах становили понад US$100 мільойнів, попри спроби зупинити їх у судовому порядку. Справу ще більше ускладнила судова справа Universal City Studios, Inc. проти Nintendo Co., Ltd.коли Universal Studios, яка заявила про право власності на Кінг-Конг, ⁣ намагалася вжити заходів проти Donkey Kong та його клонів, зокрема портативної електронної гри від Tiger Electronics King Kong, але суд виніс рішення на користь Nintendo і зобов’язав Tiger заплатити відшкодування збитків Nintendo.
У грудні 1981 року BYTE повідомив, що принаймні вісім клонів аркадної гри Atari Asteroids існують для персональних комп’ютерів. У грудні 1982 року журнал заявив, що того року "кілька ігор вийшли на новий рівень у дизайні чи форматі... Якщо ідея дійсно подобається публіці, її доять як не можна, а численні клони іншого кольору незабаром товпляться на полицях. Тобто до тих пір, поки громадськість не перестане купувати або не з’явиться щось краще. Компанії, які вважають, що мікрокомп’ютерні ігри – це хулахуп 1980-х, хочуть грати лише у швидкий прибуток". Ступінь клонування був настільки великий, що в 1981 році Atari попереджав у рекламі на всю сторінку "Піратство: ця гра закінчена", заявляючи, що компанія "захищатиме свої права, енергійно забезпечуючи [свої] авторські права та вживаючи відповідних заходів проти несанкціонованих організації, які відтворюють або адаптують значні копії ігор ATARI", як клон домашнього комп'ютера. У справі Atari проти Amusement World (547 F. Supp. 222, 1982), Atari подала до суду на Amusement World, стверджуючи, що його відеогра Meteors порушила їх авторські права на Asteroids. Суд знайшов двадцять дві схожості між двома іграми, але виніс рішення проти претензій Atari, посилаючись на ці елементи як Scènes à faire для ігор про стрілянину в астероїди. Це було засновано на принципі в законі про авторське право, відомому як розрізнення ідеї та вираження, що авторське право захищає ідею гри лише її унікальне вираження.
У 1980 році Namco випустила Pac-Man, який став величезним комерційним успіхом, що призвело до розробки численних клонів Pac-Man. У період з жовтня 1980 року по грудень 1981 року тільки гра Pac-Man принесла продажі 150 мільйонів доларів. Philips був одним із кількох розробників, які намагалися створити власну гру-лабіринт, в результаті чого з'явився KC Munchkin! випущений у 1981 році. Atari подала до суду на Philips. У судовій справі Atari, Inc. проти North American Philips Consumer Electronics Corp., вони стверджували, що гра KC Munchkin! незаконно скопіювали свою гру Pac-Man. Спочатку суд відхилив клопотання Atari про заборону продажу KC Munchkin!. Але Atari досягла успіху в апеляції: суддя Харлінгтон Вуд застосував тест щоб виявити, що KC Munchkin! насправді скопіював унікальний вираз Pac-Man, зокрема дизайн персонажів. В результаті успішного клопотання Atari, Philips було юридично заборонено продавати KC Munchkin!. Пізніше суди заборонили іншим клонам Pac-Man, включаючи Packri-Monster від Bandai, Puckman від Artic International та іншу подібну гру під назвою Mighty Mouth. Шіва Вайдх'янатан припускає, що це рішення справило жахливий вплив на конкуренцію для Pac-Man, попри те, що суд заявив, що авторські права не контролюють ідею гри в лабіринт. Джеррі Пурнелл писав у 1984 році, що "Atari нажила собі близько мільйона доларів за несприятливу рекламу, знущаючись з деяких дуже хороших програмістів-підлітків. Безперечно, вони могли б бути більш гладкими щодо цього".

### Послаблення захисту (1988-2012)
Справа Atari проти Philips встановила, що клони відеоігор можуть бути притягнені до відповідальності за копіювання інших ігор, оскільки KC Munchkin! мав істотну схожість з Pac-Man. Однак суд також зазначив, що деякі аспекти ігор були стандартними або поширеними, а отже, не захищені авторським правом. Наприкінці 1980-х років суди почали застосовувати більш вседозволений підхід до клонів відеоігор, вирішивши, що багато елементів творчості не можуть бути захищені, такі як загальні концепції, функціональні правила та Scènes à faire. Одним із таких рішень була справа Data East USA, Inc. проти Epyx, Inc. у 1988 році, де суди постановили, що гра World Karate Championship від Epyx не порушувала гру Karate Champ від Data East, оскільки жодна з деталей не була захищена авторським правом. Це було засновано на ідеї, що загальний ігровий процес гри в бойові мистецтва був ідеєю, яка була вільним для будь-кого і не могла бути захищена авторським правом як унікальне вираження.
У 1991 році розробник гри Capcom випустив Street Fighter II. Його популярність привела до вибуху інтересу до жанру файтингу. Інші компанії кинулися капіталізувати, і Data East у 1994 році випустила свій власний файтинг віч-на-віч під назвою Fighter's History. Як з’ясувалося пізніше, Data East створювала конструкторські документи, які кілька разів посилалися на Street Fighter II. Декілька людей помітили схожість і підняли питання перед Capcom, зв’язавшись із президентом Кензо Цудзімото. Незабаром Capcom подала до суду на Data East за порушення авторських прав як в Америці, так і в Японії. Capcom також домагалася попередньої заборони, щоб зупинити Data East від поширення Fighter's History. Data East використав аргумент, який раніше використовувався, щоб зірвати їхній позов у 1988 році проти Epyx, про те, що жоден з елементів, схожих на Street Fighter від Capcom, не підлягає захисту авторським правом.. Суд відзначив схожість між кількома ходами та персонажами, але наполягав, "що переважна більшість ходів є незахищеними, оскільки це звичайні удари ногами та руками". Capcom USA програла справу на тій підставі, що скопійовані елементи були виключені з захисту авторських прав, як загальні Scènes à faire. Цей випадок був одним із кількох, які ускладнили для власника авторських прав виграти позов проти імовірного клону, а також дозволили розвивати жанри ігор на основі імітації та ітерації. Багато ігрових механік з Street Fighter II стали спільними для жанру, а також аспекти файтингу Mortal Kombat.
Оскільки витрати на подання позову були дуже високими в порівнянні з очікуваним результатом, багато власників авторських прав на відеоігри вагалися подавати до суду на імовірних клонів. Більшість позовів щодо ймовірних клонів були врегульовані з середини 1990-х до середини 2000-х років. Успіх гри Myst 1993 року призвів до низки подібних тривимірних пригодницьких ігор, які іноді називали "клонами Myst". Деякі жанри відеоігор засновані на архетипових іграх, від яких усі наступні подібні ігри вважаються похідними; Зокрема, ранні шутери від першої особи часто називали "клонами Doom", ⁣ в той час, як успіх формули відкритого світу в Grand Theft Auto привів до жанру клонів GTA. Жанр endless runer заснований на успіху та простоті гри Canabalt. Таке клонування також може спричинити відносно раптову появу нового жанру, оскільки розробники намагаються заробити на цьому інтересі. Жанр Battle Royale швидко зріс після успіху PlayerUnknown's Battlegrounds і Fortnite Battle Royale у 2017 і 2018 роках, тоді як Dota Auto Chess, випущена в січні 2019 року, породила кілька комерційних ігор у жанрі автоматичних бойовиків до середини 2019 року.

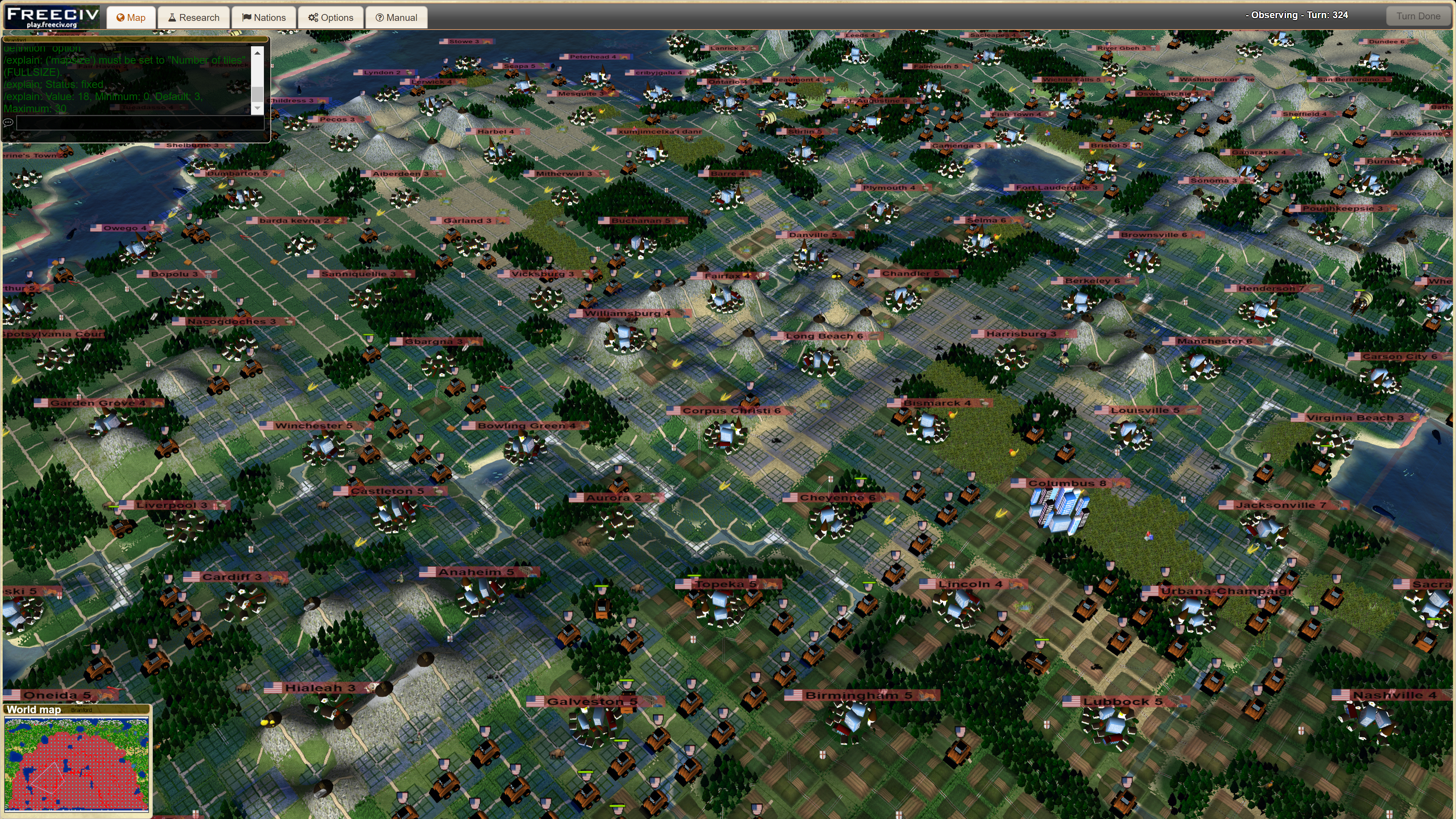
Freeciv — це клон із відкритим кодом серії Civilization.

Інший тип клону виник від розробників у спільнотах моддингу, а саме ігри з відкритим кодом і інді-ігри, де ці розробники прагнуть відтворити механіку популярної гри за допомогою зворотної розробки, іноді використовуючи власні оригінальні ассети та випускаючи гру, як правило, безплатно та на честь оригінальної назви. Це дозволяє командам і користувачам розширювати та виправляти оригінальні елементи комерційної гри, такі як програмні помилки, які не були виправлені оригінальними розробниками, покращення концепцій ігрового процесу, підтримка різних і новіших комп’ютерів або консольних платформ або додавання нових ідей до базових принципів гри, в ідеалі також полегшення розширень ігор за допомогою створених користувачами модів або доповнень. Деякі приклади цих клонів включають Freeciv на основі серії ігор Civilization, Osu! на основі Osu! Tatakae! Ouendan, і Frets on Fire на основі Guitar Hero. Природа цих клонів із відкритим кодом також дозволяє використовувати нові утиліти, такі як розробка агентів штучного інтелекту, які навчилися та покращили свою гру у Freeciv, що, своєю чергою, може допомогти просунути дослідження штучного інтелекту. Такі ігри повинні бути обережними, щоб не перерозповсюджувати ассети оригінальної гри, інакше вони можуть зіткнутися з юридичними проблемами. OpenSC2K, гра з відкритим вихідним кодом SimCity 2000, був закритий Electronic Arts після того, як було виявлено, що OpenSC2K використовує ассети SimCity 2000. Деякі проєкти, які починалися як рекреаційний ігровий движок зі зворотною розробкою, достатньо вірні, щоб безпосередньо використовувати ассети, придбані окремо від оригінальної гри гравцями, які її володіють, пізніше можуть стати клонами гри, включивши оригінальні ігрові активи, коли власники прав випустять гру як безплатне програмне забезпечення. як і OpenRA, клон Command & Conquer: Red Alert. Він навіть включив код оригінальної гри після того, як Electronic Arts повторно ліцензувала її під GPL, як це було у випадку з багатьма ігровими движками в ScummVM, які згодом використовували для офіційних перевипусків багатьма компаніями, починаючи з Revolution Software. Бюджетний випуск Broken Sword: The Shadow of the Templar. Для клонування оригінальних інді-ігор іншими інді-розробниками, хоча така практика існує, інді-розробники, як правило, покладаються на неформальний кодекс честі, щоб уникати тих, хто займається клонуванням.
Клони також можуть використовуватися як коментарі або пародії на оригінальну гру, як правило, у спосіб, що трансформується, щоб кваліфікуватися як добросовісне використання. Pyst — це пародія на пригодницьку гру Myst, дія якої, здавалося б, на тому ж острові, що й Myst, але зруйнована численними групами. Hatetris став варіантом Tetris, де наступний тетраном є найгіршим з можливих для поточного рівня.

### Нові розробки (2012 - н.ч.)

Порівняння ігрових скриншотів, опублікованих в юридичних документах EA, The Sims Social (ліворуч) і The Ville від Zynga, що демонструє схожість артактивів ігор.

Нові занепокоєння, пов’язані з клонованими відеоіграми, з’явилися з появою соціально мережевих та мобільних ігор, які зазвичай пропонувалися як безплатні ігри, щоб залучити нових гравців до гри. Зростання популярності цих ігор серед звичайних гравців призвело до широкого поширення клонів.Zynga був одним із перших великих розробників ігор у соціальних мережах, і його довгий час критикувала індустрія відеоігор за те, що він клонував популярні соціальні та казуальні ігри від інших розробників, включає ігри менших розробників без ресурсів для відсічі в судах (як у випадку з Tiny Tower від NimbleBit, яку Zynga клонувала у своїй грі Dream Heights) або які готові вирішити справу поза судом (як у випадку з Mafia Wars від Zynga, яку звинувачували в клонуванні гри "Mob Wars" Девіда Маестрі). У серпні 2012 року Electronic Arts через свій підрозділ Maxis подала позов проти Zynga, стверджуючи, що її гра у Facebook The Ville була вкрадена з власної гри EA у Facebook The Sims Social. Позов стверджує, що The Ville не лише копіює механіку ігрового процесу The Sims Social, але також використовує елементи графіки та візуального інтерфейсу, які, здається, натхненні The Sims Social. Експерти відзначають, що EA, на відміну від попередніх розробників, має фінансову підтримку, щоб довести справу до завершення. Самі EA заявили в позові, що "Maxis не перша студія, яка стверджує, що Zynga скопіювала її творчий продукт. Але ми є студією, яка має фінансові та корпоративні ресурси, щоб встати та щось з цим зробити". У лютому 2013 року обидві компанії домовилися на позасудові домовини на не розголошених умовах.
У 2019 році Xio Interactive випустила мобільну гру під назвою Mino, яка була заснована на ігровому процесі Tetris, вважаючи, що їхня гра не містить жодних юридично захищених елементів. У грі Mino був такий самий підхід, як використання падних блоків тетраміно для формування повних ліній на ігровому полі та отримання очок. Mino також додав нові бонуси та ігрові режими в основний ігровий процес Tetris. Хоча протягом багатьох років було багато клонів Tetris, Mino врешті-решт завантажили понад шість мільйонів разів, що призвело до того, що The Tetris Company подала позов проти Xio Interactive у грудні 2009 року. Хоча суд вирішив, що ідея гри з вертикально падучими блоками не може бути захищена авторським правом, вони встановили, що Tetris дійсно мав багато унікальних елементів, які дають йому право на захист авторських прав, включаючи ігровий простір розміром двадцять на десять квадратів, зображаючи рандомізовані непотрібні блоки на початку гри, показу "тіні" блоку, куди він приземлиться, і зображення наступної фігури, яка впаде. Вольфсон також надав захист блокам, які змінюють колір, коли вони приземляються, і ігрове поле, яке заповнюється після закінчення гри. Зважуючи ці аргументи, Вольфсон зауважив, що Mino скопіював Tetris набагато точніше, ніж гру, подібну до Dr. Mario, гру, яка використовувала правила Tetris, щоб виразити подібну ідею унікальним і способом, що не порушує авторських прав. Експерти з права та галузі погодилися, що це сигналізує про те, що суди Сполучених Штатів стають все більш охоче надавати ширші відеоігри для конкретних візуальних механізмів. Хоча авторські права не обмежують імітацію стандартних ігрових елементів, це рішення матиме найбільший вплив на ігри, які копіюють точні форми та кольори.
У 2012 році справа Spry Fox, LLC проти Lolapps, Inc. була розглянута в Окружному судові США західного округу Вашингтона, позов Spry Fox проти розробника Lolapps через їхню гру Yeti Town, яка, як стверджувала Spry Fox, є клоном Triple Town, що порушує авторські права. На перших слуханнях суддя дотримувався подібної логіки, використаної у справі Xio, щоб винести попередню заборону на користь Spry Fox, оскільки Yeti Town мав такий самий вигляд і відчуття, що й Triple Town, якщо просто дивитися поруч. Згодом справу було вирішено у позасудовому порядку, і Spry Fox отримав право власності на власність Yeti Town до кінця 2012 року. Після цих справ у 2012 році вчені-юристи виявили, що суди більш ретельно вивчають зовнішній вигляд у справах, пов’язаних із клонами відеоігор.
Клони соціальних і мобільних ігор продовжували процвітати, оскільки формат набув популярності; низька вартість, легкість і простота інструментів, необхідних для їх розробки, зробили клонування в цьому секторі значною проблемою. Наприклад, Flappy Bird клонували десятки разів через центри розробки програмного коду, які пропонували шаблонний код, до якого інші могли легко додавати свої власні ассети. Творці Threes витратив 14 місяців на розробку відеогри та налаштування її механіки, але перший клон був випущений через 21 день після Threes і оригінал швидко був затьмарений клоном 2048, який був розроблений протягом вихідних. У той час як 2048 спочатку був опублікований безплатно та за ліцензією з відкритим вихідним кодом, Ketchapp розробив версію 2048 з підтримкою реклами, яка була викладена в App Store. На початку ігор у соціальних мережах приблизно у 2012 році Zynga здобула негативну репутацію створення клонів-копійників у цьому просторі. Однак, за словами їхнього головного дизайнера ігрового процесу Брайана Рейнольдса, вони бачать потенційні нові жанри та ідеї ігор, які набувають популярності, а потім прагнуть додавати власні інновації та концепції, тому що "[їхня] мета — мати найвищий рівень якісності речі". Після раптового зростання популярності на початку 2022 року, Wordle побачив, що на початку січня 2022 року в App Store з’явилася низка клонів, але їх було видалено після того, як користувачі критикували розробників клонів.
Ще одна проблема, яка викликає занепокоєння щодо клонів програмного забезпечення, виникає в Китаї. З 2000 по 2015 рік уряд Китаю мав числненні обмеженняна імпорт обладнання та програмного забезпечення, а також доступ до некитайських магазинів. Хоча, це дозволило іграм на персональних комп’ютерах процвітати в Китаї, вартість придбання як апаратного, так і програмного забезпечення була занадто дорогою для багатьох, що призвело до того, що китайські розробники створили недорогі клони популярних західних і японських ігор для китайського ринку, які зберігаються і на сьогодні. Іноземні компанії стикаються з труднощами з позовом до суду проти китайських розробників, які створили ці клони, що робить клонування набагато менш ризикованим процесом. Таким чином, для популярних ігор як із західного, так і з японських ринків часто трапляються майже точні клони, які з’являються в Китаї, часто протягом кількох тижнів після виходу оригінальної гри. Яскравим прикладом є клон Hearthstone від Blizzard Entertainment під назвою Sleeping Dragon: Heroes of the Three Kingdoms, створений китайським розробником Unico, випущений протягом кількох місяців бета-версії Hearthstone. У 2014 році Blizzard успішно подала до суду на Unico про відшкодування збитків у US$1,9 мільйонів. В інших випадках клони створюються для вирішення елементів оригінальної гри, які не підходять відповідно до законів Китаю про обмеження вмісту; наприклад, Tencent, яка керувала публікацією PlayerUnknown's Battlegrounds в Китаї, була змушена припинити гру через вміст, пов'язаний з насильством і тероризмом, і замість цього замінив її клоном Game for Peace, який в іншому випадку повторно використовував ассети оригиналу, але видалив кров та іншу жорсткість, проявлену через пошкодженя трупів.

## Правові аспекти відеоігрових клонів
Загалом, клонам відеоігор важко запобігти через закони про інтелектуальну власність, такі як авторське право, патенти або торгові марки. Ігрова індустрія, як правило, була побудована на концепції створення нових ігор на основі ігрових концепцій інших розробників, але уникаючи прямого копіювання елемента за елементом, щоб створити прямий клон. Загалом, відеоігри не мають фіксованого середовища, і вони підпадають під ту саму область, що й авторське право на програмне забезпечення, де основний початковий код, а також текстури та інші ассети підлягають авторському праву, але ігровий процес — ні. Зокрема, у Сполучених Штатах відеоігри підпадають під розрізнення ідеї та виразу, згідно з яким не можна захищати права на основний ігровий процес, але можна захистити конкретну його реалізацію. Прецедентне право до 2012 року, як правило, прихильне до клонів, часто постановляючи, що клони гри не порушують авторські права, оскільки відповідають принципу scènes à faire, елементам, необхідним для конкретної теми гри.
Однак у двох окремих справах у США у 2012 році, а саме Tetris Holding, LLC проти Xio Interactive, Inc.та Spry Fox, LLC проти Lolapps, Inc. за допомогою тесту абстракції-фільтрації-порівняння виявили, що клони, які не лише копіюють ігровий процес без надмірних змін, але й надто багато вигляду та поччутів оригінальної гри, порушують закон про авторське право. Цей новий підхід дав розробникам кращий засіб для боротьби з прямими клонами. Незважаючи на це, відбулося лише поступове збільшення, і суди ретельно застосовують цей правовий стандарт до нових справ. Правознавці стверджують, що високі витрати на юридичний спор у поєднанні з конкретними фактами кожного імовірного клону ускладнюють прогнозування цих випадків, і тому все ще рідко вони переходять до суду.. Wired порівняв історію цих рішень як за, так і проти порушення, і описав різницю між ідеєю та вираженням – що закон про авторське право не захищає ідею, а лише її вираження – як "просте викласти", але "важко застосувати".
Патенти були обмежено використані для захисту нових ідей гри, таких як навігаційна система в іграх Crazy Taxi від Sega. Sega подала до суду на Fox Interactive за порушення патентних прав за використання подібної системи в The Simpsons: Road Rage, справу, яка була в кінцевому підсумку вирішена у позасудовому порядку. Торгові марки також використовувалися дуже обмежено, щоб заборонити іншим розробникам використовувати ту саму термінологію для своїх ігор або ігрового процесу.

## Регулювання індустрії
Зовсім недавно, з популярністю магазинів соціальних і мобільних ігор, таких як Apple App Store для системи iOS і Google Play для систем на базі Android, почала з’являтися велика кількість клонів, які ймовірно порушують права. Хоча такі крамниці зазвичай включають процес перевірки перед тим, як на них можна буде пропонувати ігри та програми, ці процеси не розглядають порушення авторських прав на інші назви. Натомість вони покладаються на розробника клонованої роботи, щоб ініціювати скаргу щодо клону, на розгляд якої може знадобитися час. Клоновані програми часто навмисно розроблені, щоб нагадувати інші популярні програми за назвою або відчуттям, відманюючи покупців від оригінального застосунку, навіть після подання скарг. Apple випустила інструмент для оптимізації претензій щодо клонів додатків для команди, яка займається такими справами, допомагаючи об’єднати обидві сторони, щоб спробувати домовитися до дій. Хоча Apple, Google і Microsoft вжили заходів, щоб зупинити масу клонів на основі Swing Copters після його випуску, експерти вважають, що малоймовірно, що ці крамниці застосунків запровадять будь-який тип активного захисту від клонів, крім очевидних порушень авторських прав, і ці експерти підкреслюють Це краще зробити розробниками та ігровою спільнотою, щоб переконатися, що оригінальний розробник добре відомий, захищає свої ігрові активи після випуску та отримує кредит на оригінальну гру.
Valve, яка керує цифровим магазином Steam для ігор на персональних комп’ютерах, також вживає заходів для видалення ігор, які явно порушують авторські права, клонів інших ігор у службі, після отримання повідомлення про проблему.

## Дивіться також
- Фаміклон
- Клони Grand Theft Auto
- Homebrew (відеоігри)
- Ромхакінг
- Перелік клонів Pac-Man